# 伊澤平一
伊澤 平一（いさわ へいいち、1933年〈昭和8年〉12月12日 - ）は、日本の実業家。美食家。勝山企業代表取締役を務めた。国際アイスホッケー連盟および日本アイスホッケー連盟オールドタイマー最年長プレイヤー（2019年に85歳3ヶ月の試合で現役引退）。

## 経歴
醸造家で七十七銀行頭取を務めた伊澤平勝（10代目）の長男として宮城県仙台市に生まれる。伊澤平馬は祖父、伊澤平左衛門は曽祖父に当たる。宮城県仙台第二高等学校を経て、慶應義塾大学法学部政治学科を卒業後、カリフォルニア大学バークレー校大学院政治科にて修士課程を修了（政治学修士）した。慶大時代にアイスホッケーを始める。 1959年（昭和34年）に三和銀行に入行し、1962年（昭和37年）から4年間ロンドン支店に勤務した。1966年（昭和41年）に同行を辞して、家業の勝山企業の代表取締役に就任する。1981年（昭和56年）に宮城県酒造組合会長となり、1986年（昭和61年）に宮城県は「純米酒の県宣言」をおこなう。これは伊澤の会長在任中のことである。
1992年（平成4年）にフランスのガストロノミー団体であるラ・シェーヌ・デェ・ロティスール協会東北支部を設立して支部長に就任（2014年に東北支部名誉会長）。その後、2000年（平成12年）国際観光日本レストラン協会副会⻑、2018年（平成30年）同顧問に就任するなど、飲食業界団体にも関わりを持つ。
2001年（平成13年）に在仙台フランス共和国名誉領事に任命された。
2022年（令和4年）6月11日、伊澤家の当主を引継ぐ名跡直授式が行われた。伊達家十八代当主である伊達泰宗が立会人代表となり、平一の後継者として伊澤本家10代目を次男の勝平(宮城調理製菓専門学校 校長)が継いだ。

### スポーツとのかかわり
スポーツ分野では、1973年（昭和48年）に宮城県スケート連盟会長に就任。1978年（昭和53年）にアイスホッケーやフィギュアスケートの振興を目的に勝山スケーティングクラブを創設し、2001年（平成13年）には宮城県アイスホッケー連盟の名誉会長となる。また、1974年（昭和49年）から日本ボウリング場協会の理事も務めた。
アイスホッケー選手としては、60歳から83歳で引退するまでのオールドタイマー時代に公式戦通算540試合に出場し、1,109ゴール、463アシスト、合計1,572ポイントを達成。日本アイスホッケー連盟公式戦において、日本最年長アイスホッケー選手として記録されており、その功績を称え、日本アイスホッケー連盟からは2回の功労賞および国際アイスホッケー連盟からも国際アイスホッケー最年長選手として功労賞を受賞している。2023年7月8日に開催された日本アイスホッケー連盟設立50周年記念式典において、我が国のアイスホッケー競技の普及発展に特に功績のあった人物を表彰する「特別功労賞」を授与された。

## 伊澤が登場する作品
- 『美味しんぼ』 - 「究極のソーセージ」を開発するエピソード「五十年目の味覚」[3]や、「全国味巡り宮城編」[4]に実名で登場する。

## 受章・受賞
- 紺綬褒章：1986年
- ローマ教皇庁聖シルベストル騎士団団長勲章：1991年
- 宮城県体育協会厚労賞：1995年
- 日本アイスホッケー連盟功労賞：2000年・2008年
- 日本ソムリエ協会名誉ソムリエ章：2001年
- 旭⽇⼩綬章：2004年
- 国際アイスホッケー連盟功労賞：2004年
- 国民体育大会功労賞：2005年
- 公益財団法人日本アイスホッケー連盟特別功労賞：2023年７月8日